# Neopieris mariana
Neopieris mariana là một loài thực vật có hoa trong họ Thạch nam. Loài này được (L.) Britton mô tả khoa học đầu tiên năm 1913.